# Anilza Leoni
Anilza Pinho de Carvalho (Laguna, 10 de outubro de 1933 — Rio de Janeiro, 6 de agosto de 2009), mais conhecida como Anilza Leoni, foi uma atriz, cantora, modelo, bailarina e pintora brasileira.

## Vida
Nascida em Santa Catarina, mudou-se com a mãe e os irmãos para o Rio de Janeiro-DF, após a morte do pai, no fim dos anos 1940. Estudou no Colégio Rui Barbosa, como aluna interna, até que a mãe adoeceu e Anilza deixou os estudos para trabalhar, aos 15 anos, como datilógrafa e secretária. Aos 18 anos, foi convidada a trabalhar num espetáculo de variedades, produzido por Renata Fronzi. Adotou, então, o nome artístico de Anilza Leoni, em homenagem ao jogador de futebol Leônidas da Silva.
Nos anos 1950, foi uma das maiores vedetes do teatro de revista - popularmente chamado de "teatro rebolado" -, participando de espetáculos produzidos por Carlos Machado e Walter Pinto.
Anilza figurou por três vezes na lista das "certinhas do Lalau" - uma lista das mulheres mais bonitas do Brasil, elaborada anualmente pelo jornalista Sérgio Porto, nos anos 50s e 60s.
Atuou também no cinema, participando de filmes musicais produzidos por Herbert Richers, ao lado de Ankito, Grande Otelo e Wilson Grey.
Em 1961, estreou na TV Tupi do Rio de Janeiro, participando da primeira adaptação televisiva do romance Gabriela, cravo e canela, de Jorge Amado. Também trabalhou em programas humorísticos e musicais - Noites Cariocas e Espetáculos Tonelux (1964). Na TV Globo, participou de várias novelas, com destaque para  A Gata Comeu, na qual interpretou Ester, madrasta da personagem Jô (Christiane Torloni).
Nos últimos anos, Anilza Leoni morava sozinha, no bairro da Tijuca, no Rio de Janeiro e continuava trabalhando na televisão e no teatro. Em 1990, recebeu o Prêmio Mambembe.
Nos seus últimos dias de vida, a atriz se preparava para estrear o espetáculo Mario Quintana - O Poeta das Coisas Simples, em São Paulo, ao lado de Tamara Taxman, Monique Lafond, Selma Lopes e Sergio Miguel Braga. Faleceu aos 75 anos, em razão de um enfisema pulmonar, depois de ficar hospitalizada durante uma semana. Deixou uma filha, Angélica Virgínia (seu outro filho, Claubel, faleceu nos anos 1990), e uma neta, que vivem nos Estados Unidos.

## Filmografia

### Cinema
| Ano  | Título                        | Personagem |
| ---- | ----------------------------- | ---------- |
| 1955 | Leonora dos Sete Mares        | —          |
| 1955 | Angu de Caroço                | Filha      |
| 1956 | Com Água na Boca              | Marina     |
| 1957 | Com Jeito Vai                 | Ângela     |
| 1959 | Depois do Carnaval            | Carmen     |
| 1960 | Vai que É Mole                | Léa        |
| 1962 | Bom Mesmo é Carnaval          | Ivete      |
| 1963 | Quero Essa Mulher Assim Mesmo | Clarice    |
| 1975 | Ladrão de Bagdá, O Magnífico  | Leyla      |
| 1978 | Fuga Para o Sexo              | —          |
| 1979 | Uma Fêmea do Outro Mundo      | Marina     |
| 1985 | Sexo em Fúria                 | Vanda      |

### Televisão
| Ano  | Título               | Personagem           | Notas                                       |
| ---- | -------------------- | -------------------- | ------------------------------------------- |
| 1965 | Quatro Homens Juntos | Marlene              |                                             |
| 1974 | Corrida do Ouro      | Zélia                |                                             |
| 1974 | Caso Especial        | Colega de Elza       | Episódio: "Feliz Na Ilusão"                 |
| 1984 | A Máfia no Brasil    | —                    |                                             |
| 1984 | Vereda Tropical      | Celina               |                                             |
| 1985 | A Gata Comeu         | Ester Penteado       |                                             |
| 1986 | Mãos Mágicas         | Patinho Enoque (voz) |                                             |
| 1986 | Selva de Pedra       | Ex-vedete            |                                             |
| 1987 | Brega e Chique       | Verônica             |                                             |
| 1990 | Barriga de Aluguel   | Edith                |                                             |
| 1990 | Gente Fina           | —                    |                                             |
| 1995 | A Idade da Loba      | —                    | [ 12 ]                                      |
| 1998 | Você Decide          | —                    | Episódio: "Implosão"                        |
| 1998 | A Turma do Didi      | Patroa do Didi       | Episódio: "25 de outubro"                   |
| 2001 | Porto dos Milagres   | Senhora              |                                             |
| 2002 | Brava Gente          | Marta                | Episódio: "O Enterro da Cafetina"           |
| 2002 | Desejos de Mulher    | Cliente de Selma     |                                             |
| 2005 | Linha Direta         | Irmã de Lyda         | Episódio: "A Bomba do Riocentro"            |
| 2006 | Belíssima            | Ela mesma            |                                             |
| 2007 | Pé na Jaca!          | Dalva                |                                             |
| 2008 | Casos e Acasos       | Berta                | Episódio: "O Parto, o Batom e o Passaporte" |
| 2008 | Queridos Amigos      | Neusa                |                                             |